# Coccyzus ferrugineus
El cuclillo de isla del Coco, cuclillo de la isla Cocos o cuclillo de la isla del coco (Coccyzus ferrugineus) es una especie de ave cuculiforme de la familia Cuculidae endémica de la isla del Coco, situada en el océano Pacífico y perteneciente a Costa Rica.